# Spoorlijn Oslo - Magnor
De spoorlijn Oslo - Magnor ook wel Kongsvingerbanen genoemd is een spoorlijn tussen de Noorse hoofdstad Oslo en de grensplaats Magnor gelegen in de provincie Innlandet. Het traject sluit aan op de Värmlandsbanan en via de Zweedse stad Charlottenberg en de stad Laxå verder over de Västra stambanan naar de Zweedse hoofdstad Stockholm.

## Geschiedenis
Het traject werd op 3 oktober 1862 geopend.

## Treindiensten
De Norges Statsbaner verzorgt het personenvervoer op dit traject met NSB Regiontog / RB treinen.
De treindienst wordt sinds 2001 uitgevoerd met treinstellen van het type BM 73b.
- IC 04 / 70: Stockholm - Laxå - Karlstad - Charlottenberg - Årnes - Oslo S

De treindienst wordt uitgevoerd met treinstellen van het type BM 69 en het type BM 72.
- RB 460: Oslo S - Årnes - Kongsvinger

## Aansluitingen
In de volgende plaatsen was of is er een aansluiting van de volgende spoorwegmaatschappijen:

### Oslo Sentralstasjon
- Bergensbanen, spoorlijn tussen Bergen en Oslo S
- Drammenbanen, spoorlijn tussen Drammen en Oslo S
- Dovrebanen, spoorlijn tussen Trondheim en Oslo S
- Sørlandsbanen, spoorlijn tussen Stavanger en Olslo S
- Gjøvikbanen, spoorlijn tussen Gjøvik en Oslo S
- Østfoldbanen, spoorlijn tussen Kornsjø en Oslo S
- Hovedbanen, spoorlijn tussen Eidsvoll en Oslo S
- Gardermobanen, spoorlijn tussen Nye Eidsvoll en Oslo S
- Follobanen, spoorlijn tussen Ski en Oslo S

### Lillestrøm
- Dovrebanen, spoorlijn tussen Trondheim en Oslo S
- Hovedbanen, spoorlijn tussen Eidsvoll en Oslo S
- Gardermobanen, spoorlijn tussen Nye Eidsvoll en Oslo S

### Sørumsand
- Urskog–Hølandsbanen, museumspoorlijn tussen Sørumsand en Skulerud

### Kongsvinger
- Solørbanen, spoorlijn tussen Kongsvinger en Elverum

### Skotterud
- Vestmarkabanen, spoorlijn tussen Skotterud en Vestmarka / Stangeskovene

## Elektrische tractie
Het traject werd in 1951 geëlektrificeerd met een spanning van 15.000 volt 16 2/3 Hz wisselstroom.

## Afbeeldingen

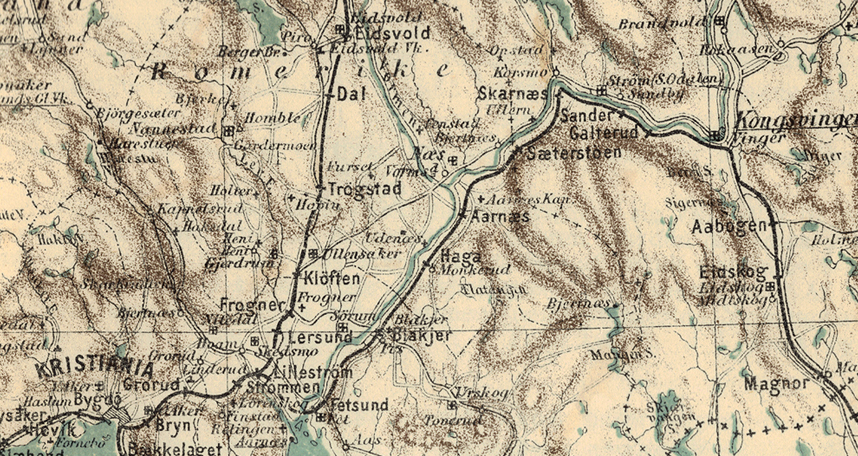
Trajectkaart, 1884
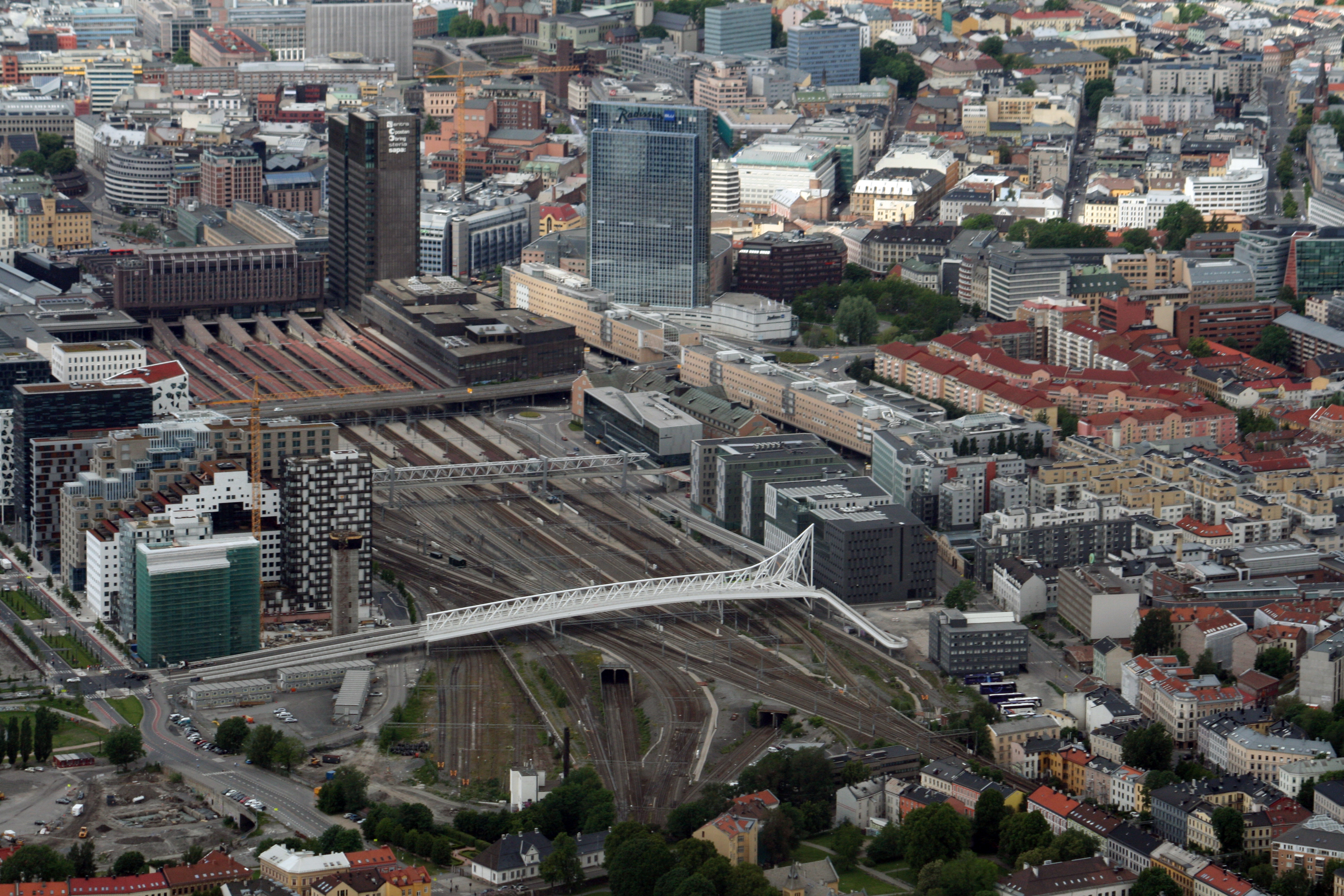
Oslo centraal station
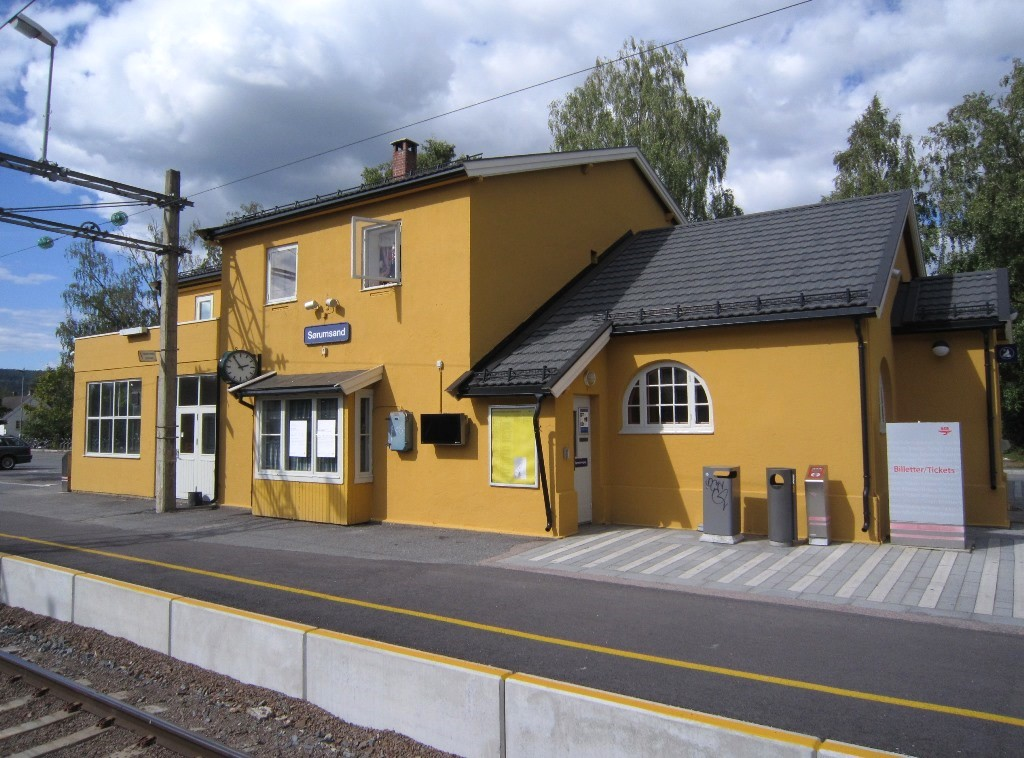
Station Sørumsand
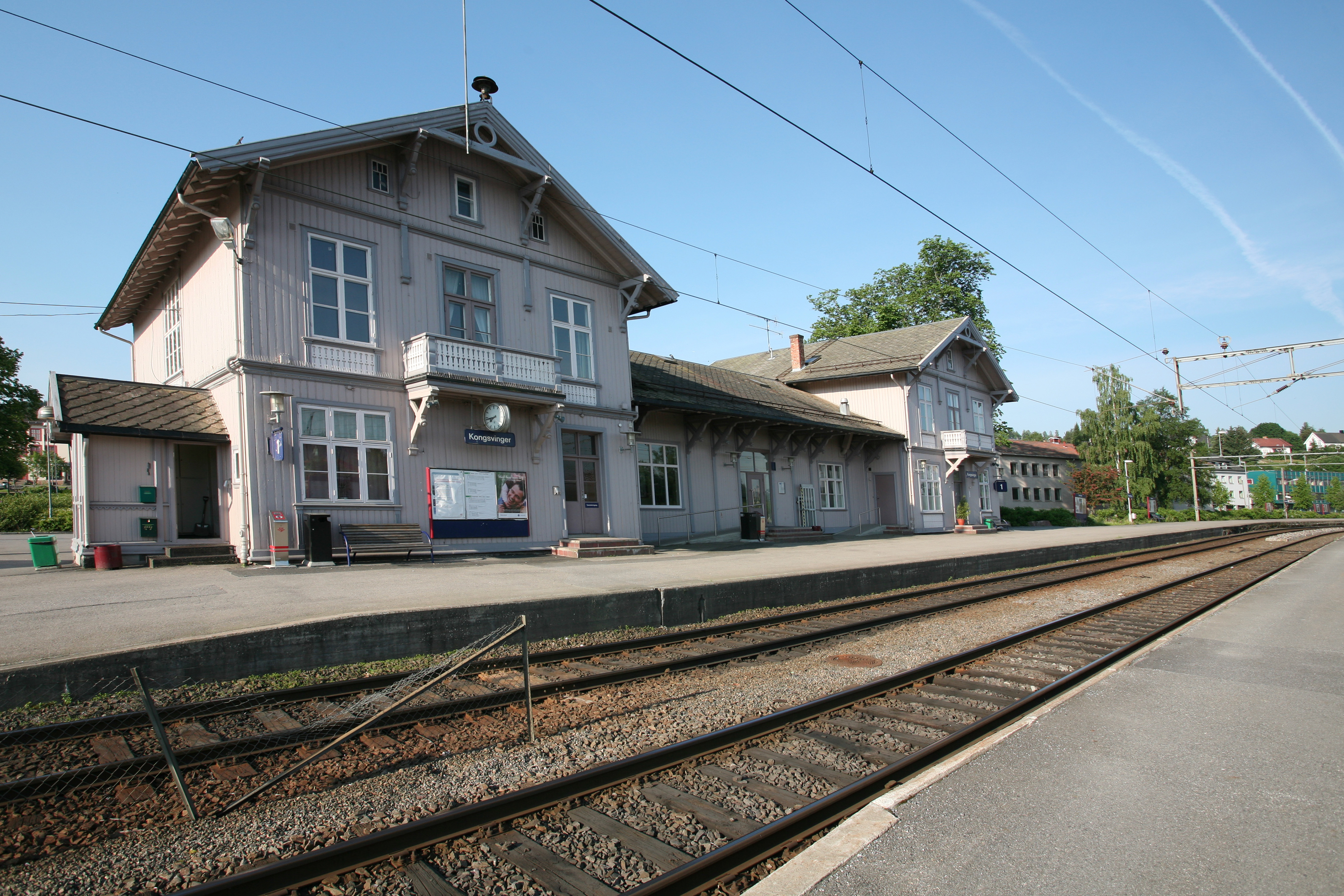
Station Kongsvinger
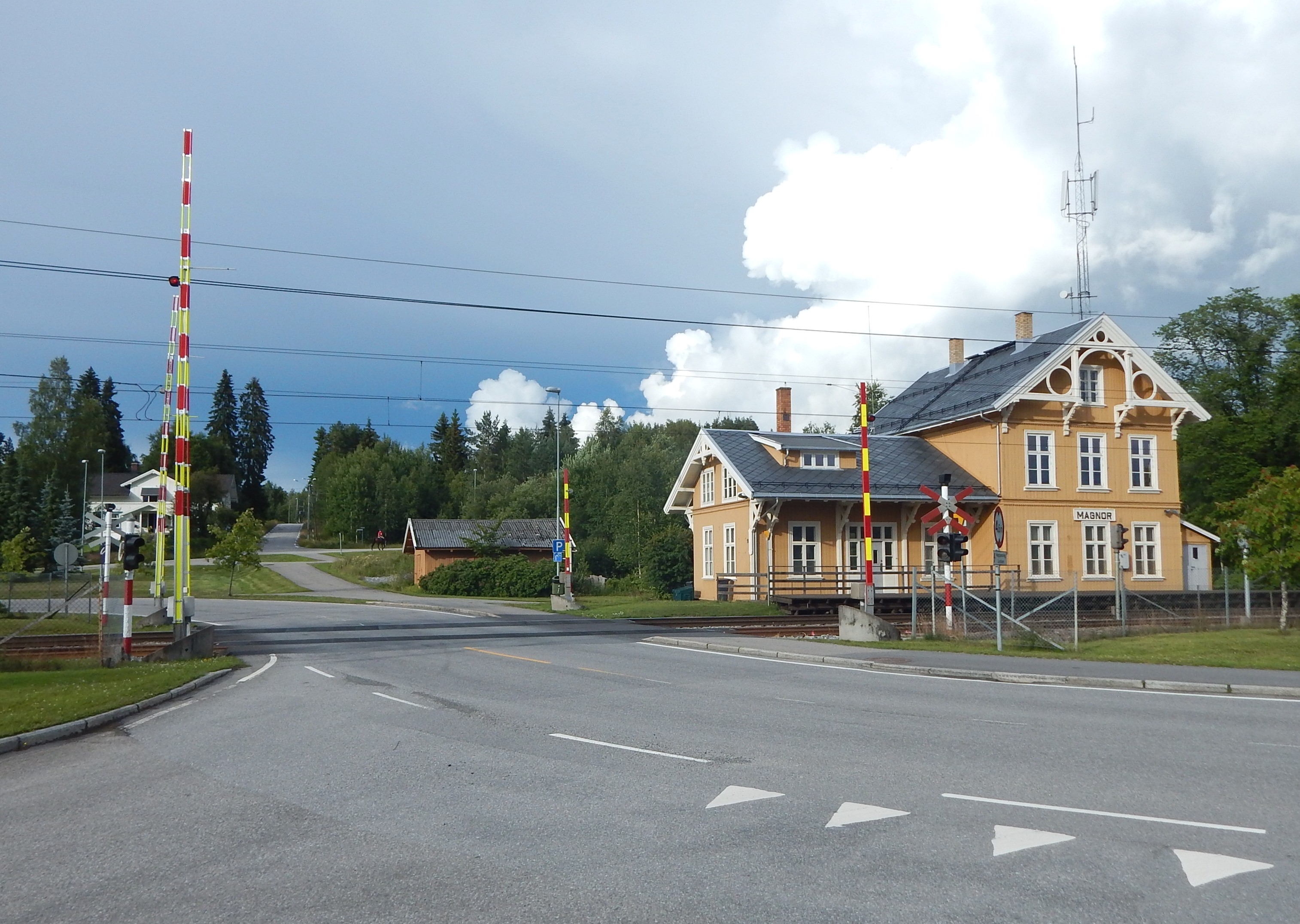
Station Magnor